# Nyssodesmus montivagus
Nyssodesmus montivagus är en mångfotingart som först beskrevs av Carl 1902.  Nyssodesmus montivagus ingår i släktet Nyssodesmus och familjen Platyrhacidae. Inga underarter finns listade i Catalogue of Life.